# Кеннеди, Джон Герделл
Джон Герделл Кеннеди (англ. John Gerdell Kennedy; 19 мая 1900, Филадельфия, Пенсильвания — сентябрь 1971, Лейквуд, Колорадо) — американский гребной рулевой, выступавший за сборную США по академической гребле в середине 1920-х годов. Бронзовый призёр летних Олимпийских игр в Париже в зачёте распашных рулевых четвёрок.

## Биография
Джон Кеннеди родился 19 мая 1900 года в Филадельфии, штат Пенсильвания.
По достижении 18-летнего возраста был призван в Армию США для участия в Первой мировой войне, однако спустя два месяца война закончилась, и вскоре его демобилизовали.
Занимался академической греблей во время учёбы в Пенсильванском университете в Филадельфии, состоял в местной гребной команде, в качестве рулевого неоднократно принимал участие в различных студенческих регатах. Позже проходил подготовку в филадельфийском клубе Pennsylvania Barge Club.
Наивысшего успеха в гребле на международном уровне добился в сезоне 1924 года, когда вошёл в основной состав американской национальной сборной и благодаря череде удачных выступлений удостоился права защищать честь страны на летних Олимпийских играх в Париже. В распашных рулевых четвёрках благополучно преодолел предварительный квалификационный этап, тогда как в решающем финальном заезде пришёл к финишу третьим позади экипажей из Швейцарии и Франции — тем самым завоевал бронзовую олимпийскую медаль.
После парижской Олимпиады Кеннеди больше не показывал сколько-нибудь значимых результатов в академической гребле на международной арене.
Впоследствии работал радиотехником в универмаге.
Умер в сентябре 1971 года в городе Лейквуд, штат Колорадо, в возрасте 71 года.